# Естонські Конституційні Збори

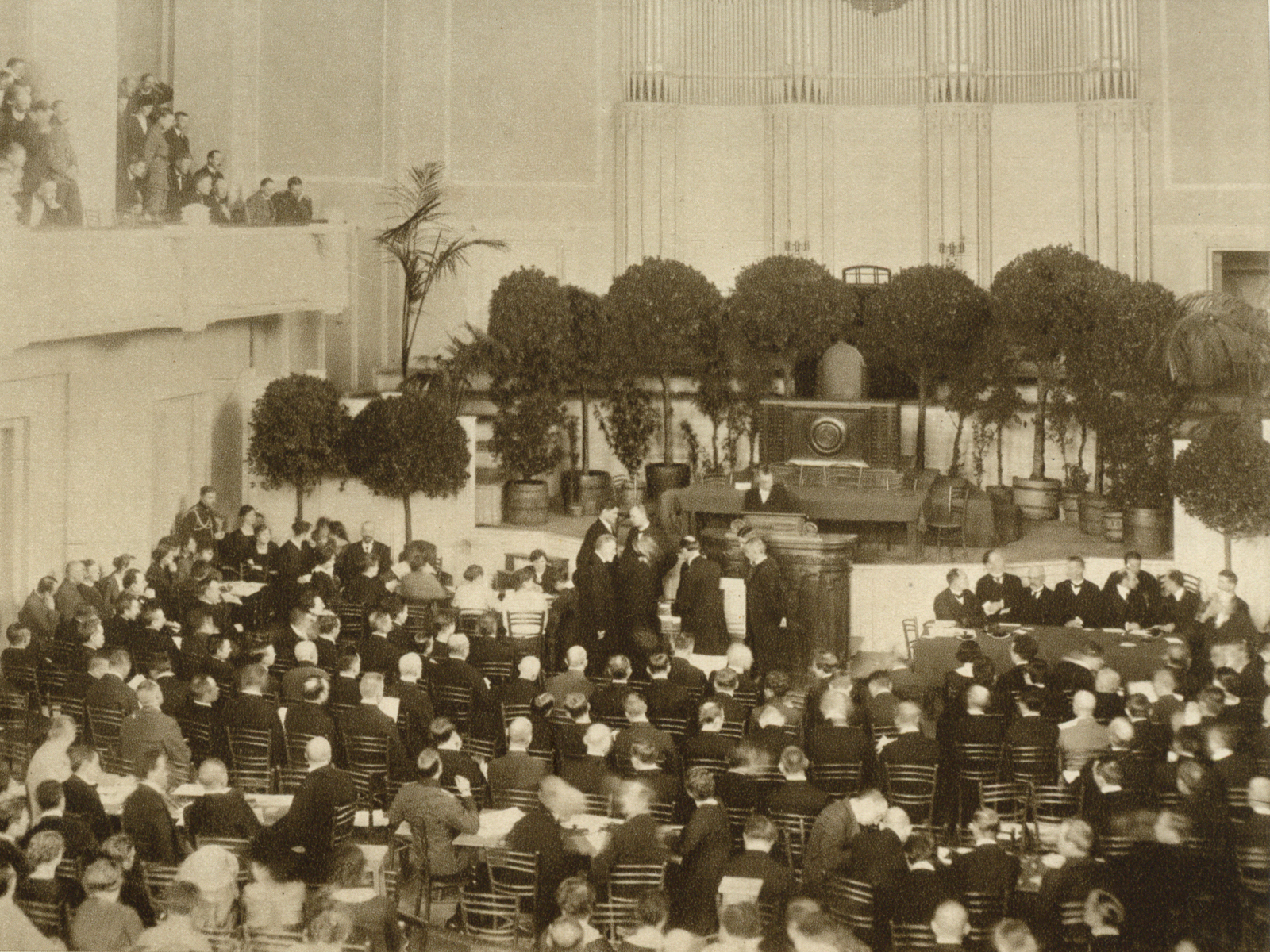
Перше засідання Естонських Конституційних зборів 23 квітня 1919 року

Есто́нські Конституці́́йні Збо́ри (ест. Asutav Kogu) — перший естонський парламент, що існував у 1919-1920 роках.

## Історія скликання

### Перше скликання
15 (28 листопада) 1917 року тимчасова Земська рада Естляндської губернії проголосила себе у Ревелі законною верховною владою до скликання Естонських Конституційних Зборів і закликала до виборів у нього «для визначення майбутнього державного устрою Естонії». 19 листопада (2 грудня) Виконком Естляндської Ради робітничих, військових, безземельних і малоземельних депутатів ухвалив рішення про розпуск Земської ради і одночасно підтримав ідею скликання Конституційних зборів, призначивши вибори на 21-22 січня (3-4 лютого) 1918 року.
Вибори відбулися в призначений термін, РСДРП (б) отримала на них 37,1% голосів. Конституційні збори передбачалося відкрити 15 лютого 1918 року, але це не вдалося зробити у зв'язку з початком наступу німецьких військ.

### Повторне скликання
Повторно Естонські Конституційні збори було скликано 5-7 квітня 1919 року, Тимчасовим урядом Естонії під час війни Естонії за свою незалежність проти окупаційниї військ більшовиків. Вибори до зборів проходили за пропорційною системою голосування, в них брали участь і солдати на фронті. Вибори виграли ліві і центристські партії: 
| Ліві партії          | % Голоси | Місця | Центристські партії    | % Голоси | Місця | Праві партії                    | % Голоси | Місця | Інші            | % Голоси | Місця |
| -------------------- | -------- | ----- | ---------------------- | -------- | ----- | ------------------------------- | -------- | ----- | --------------- | -------- | ----- |
| Соціал-демократи     | % 33.3   | 41    | Народна партія Естонії | % 20.7   | 25    | Аграрна ліга                    | % 6.5    | 8     | Етнічні меншини | % 3.8    | 4     |
| Партія праці         | % 25.1   | 30    |                        |          |       | Християнська національна партія | % 4.4    | 5     | Інші            | % 0.4    | 0     |
| Незалежні соціалісти | % 5.8    | 7     |                        |          |       |                                 |          |       |                 |          |       |
| Всього лівих         | % 64.2   | 78    | Всього центристських   | % 20.7   | 25    | Всього правих                   | % 10.9   | 13    | Всього інших    | % 4.2    | 4     |

## Засідання
120 членів Конституційних зборів зібралися на перше засідання 23 квітня 1919 року (день, який відзначають як день народження естонського парламенту), і обрали голову, соціал-демократа Аугуста Рея.
- 7 травня збори прийняли закон про державну початкову освіту: встановлювався принцип обов'язкової і безкоштовної початкової 6-річної освіти. [3]
- 9 травня 1919 року естонський Тимчасовий уряд пішов у відставку і вперше було обраний повністю демократичний уряд Естонії під керівництвом прем'єр-міністра Отто Штрандмана (Естонська партія праці).
- 15 травня збори прийняли «Декларацію Естонських Конституційних Зборів про державну самостійність і незалежність Естонії», спрямовану світовій спільноті для визнання Естонії незалежною державою, підтвердивши тим самим першу  Декларацію незалежності Естонії
- 4 червня 1919 року збори прийняли тимчасову конституцію Естонії.
- 10 жовтня 1919 року було прийнято закон про аграрну реформу, який конфісковував і перерозподіляв садиби  балтійських німців, закінчивши 700-річний період володіння регіоном німцями після  Лівонського хрестового походу.

- 13 лютого 1920 був ратифікований Тартуський мирний договір, підписаний Естонією і  Радянською Росією 2 лютого 1920 року.

Перша  конституція Естонії була прийнята 15 червня 1920 року. Після того, як конституція набула чинності, і були проведені  перші парламентські вибори, Конституційні збори саморозпустилися 20 грудня 1920 року. 